# Mistrzostwa Ameryki U-18 w Piłce Ręcznej Kobiet 2007
Mistrzostwa Ameryki U-18 w Piłce Ręcznej Kobiet 2007 – szóste mistrzostwa Ameryki U-18 w piłce ręcznej kobiet, oficjalny międzynarodowy turniej piłki ręcznej o randze mistrzostw kontynentu organizowany przez PATHF mający na celu wyłonienie najlepszej złożonej z zawodniczek do lat osiemnastu żeńskiej reprezentacji narodowej w Ameryce. Odbył się w dniach 4–8 września 2007 roku w Cascavel. Tytułu zdobytego w 2006 roku broniła reprezentacja Brazylii. Mistrzostwa były jednocześnie eliminacjami do MŚ 2008.
Czempionat rozegrano wraz z panamerykańskimi zawodami męskimi U-19 oraz mistrzostwami kadetów obojga płci. Rozegrano je w dwóch halach w brazylijskim Cascavel i wzięło w nich udział sześć zespołów.
Zawody zostały rozegrane systemem kołowym, a we wszystkich swoich meczach triumfowały gospodynie zdobywając tym samym szósty tytuł mistrzowski.

## Mecze
| 4 września 200710:30 | Portoryko U-18 | 34:27(13:9) | Urugwaj U-18 | Ginásio de Esportes Sérgio Mauro Festugato, Cascavel |
| 4 września 200710:30 |                | 34:27(13:9) |              | Ginásio de Esportes Sérgio Mauro Festugato, Cascavel |

| 4 września 200712:45 | Argentyna U-18 | 25:13(11:6) | Chile U-18 | Ginásio de Esportes Odilon Reinhardt, Cascavel |
| 4 września 200712:45 |                | 25:13(11:6) |            | Ginásio de Esportes Odilon Reinhardt, Cascavel |

| 4 września 200715:15 | Brazylia U-18 | 27:17(15:8) | Paragwaj U-18 | Ginásio de Esportes Sérgio Mauro Festugato, Cascavel |
| 4 września 200715:15 |               | 27:17(15:8) |               | Ginásio de Esportes Sérgio Mauro Festugato, Cascavel |

| 5 września 200713:30 | Chile U-18 | 23:23(8:8) | Paragwaj U-18 | Ginásio de Esportes Sérgio Mauro Festugato, Cascavel |
| 5 września 200713:30 |            | 23:23(8:8) |               | Ginásio de Esportes Sérgio Mauro Festugato, Cascavel |

| 5 września 200716:45 | Argentyna U-18 | 25:21(16:7) | Portoryko U-18 | Ginásio de Esportes Odilon Reinhardt, Cascavel |
| 5 września 200716:45 |                | 25:21(16:7) |                | Ginásio de Esportes Odilon Reinhardt, Cascavel |

| 5 września 200720:00 | Brazylia U-18 | 36:20(15:10) | Urugwaj U-18 | Ginásio de Esportes Sérgio Mauro Festugato, Cascavel |
| 5 września 200720:00 |               | 36:20(15:10) |              | Ginásio de Esportes Sérgio Mauro Festugato, Cascavel |

| 6 września 200713:30 | Argentyna U-18 | 31:20(12:8) | Paragwaj U-18 | Ginásio de Esportes Odilon Reinhardt, Cascavel |
| 6 września 200713:30 |                | 31:20(12:8) |               | Ginásio de Esportes Odilon Reinhardt, Cascavel |

| 6 września 200713:30 | Urugwaj U-18 | 28:23(15:13) | Chile U-18 | Ginásio de Esportes Sérgio Mauro Festugato, Cascavel |
| 6 września 200713:30 |              | 28:23(15:13) |            | Ginásio de Esportes Sérgio Mauro Festugato, Cascavel |

| 6 września 200720:00 | Brazylia U-18 | 34:13(17:5) | Portoryko U-18 | Ginásio de Esportes Sérgio Mauro Festugato, Cascavel |
| 6 września 200720:00 |               | 34:13(17:5) |                | Ginásio de Esportes Sérgio Mauro Festugato, Cascavel |

| 7 września 200715:15 | Portoryko U-18 | 26:14(9:9) | Paragwaj U-18 | Ginásio de Esportes Sérgio Mauro Festugato, Cascavel |
| 7 września 200715:15 |                | 26:14(9:9) |               | Ginásio de Esportes Sérgio Mauro Festugato, Cascavel |

| 7 września 200715:15 | Urugwaj U-18 | 23:22(13:13) | Argentyna U-18 | Ginásio de Esportes Odilon Reinhardt, Cascavel |
| 7 września 200715:15 |              | 23:22(13:13) |                | Ginásio de Esportes Odilon Reinhardt, Cascavel |

| 7 września 200720:00 | Brazylia U-18 | 29:20(12:10) | Chile U-18 | Ginásio de Esportes Sérgio Mauro Festugato, Cascavel |
| 7 września 200720:00 |               | 29:20(12:10) |            | Ginásio de Esportes Sérgio Mauro Festugato, Cascavel |

| 8 września 200712:45 | Portoryko U-18 | 29:25(13:11) | Chile U-18 | Ginásio de Esportes Odilon Reinhardt, Cascavel |
| 8 września 200712:45 |                | 29:25(13:11) |            | Ginásio de Esportes Odilon Reinhardt, Cascavel |

| 8 września 200714:30 | Urugwaj U-18 | 25:15(13:6) | Paragwaj U-18 | Ginásio de Esportes Odilon Reinhardt, Cascavel |
| 8 września 200714:30 |              | 25:15(13:6) |               | Ginásio de Esportes Odilon Reinhardt, Cascavel |

| 8 września 200718:15 | Brazylia U-18 | 29:24(12:11) | Argentyna U-18 | Ginásio de Esportes Sérgio Mauro Festugato, Cascavel |
| 8 września 200718:15 |               | 29:24(12:11) |                | Ginásio de Esportes Sérgio Mauro Festugato, Cascavel |